# Myślice

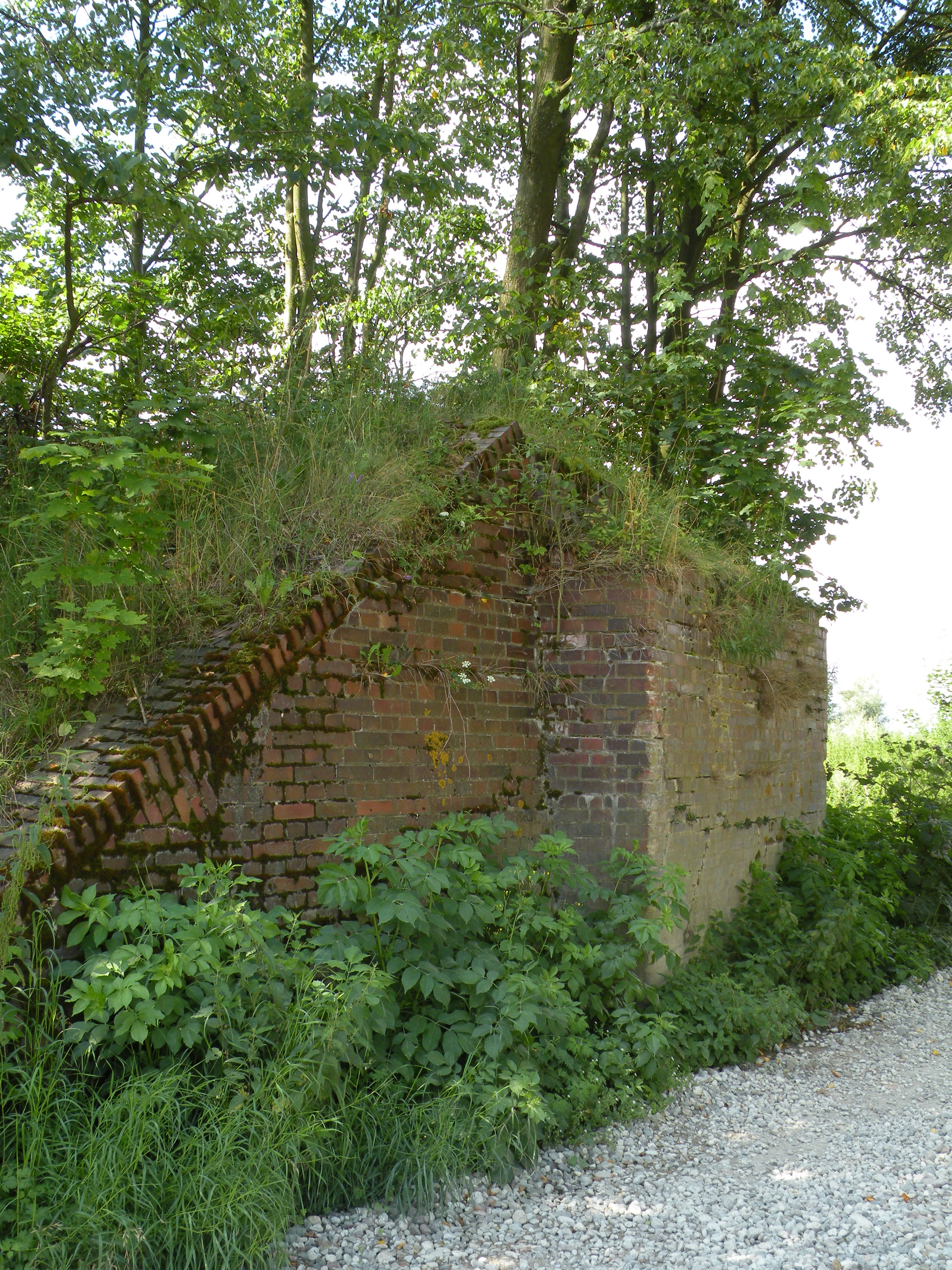
Pozostałości po wiadukcie kolejowym

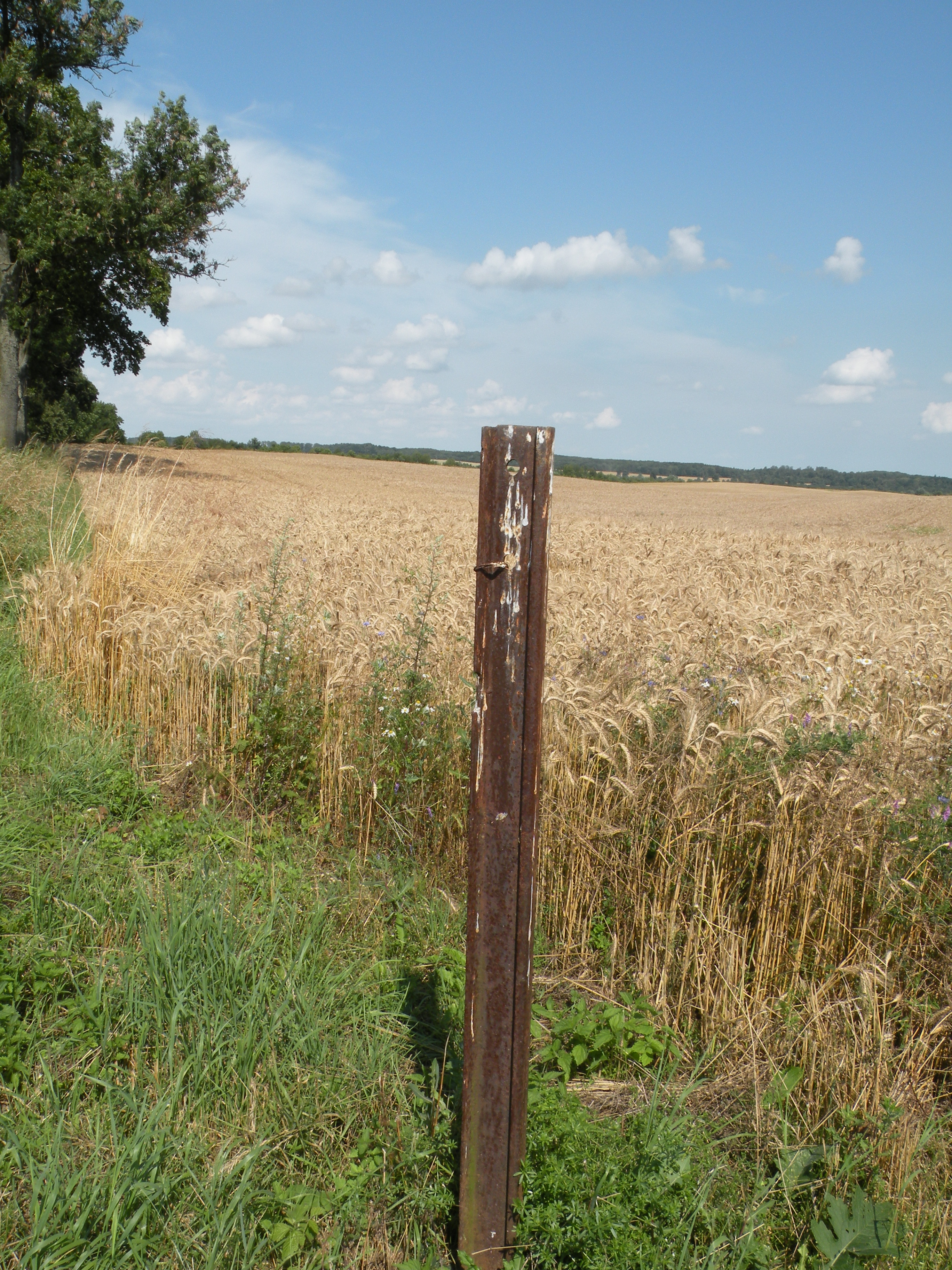
Pozostałość po kolei - szyna służąca za słupek na polu

Myślice (dawniej Mieszwałd, niem. Miswalde) – wieś w Polsce położona w województwie pomorskim, w powiecie sztumskim, w gminie Stary Dzierzgoń przy drodze wojewódzkiej nr 526 i nad rzeką Dzierzgoń. Wieś jest siedzibą sołectwa Myślice w którego skład wchodzą również miejscowości Gisiel, Giślinek, Najatki i Podwiejki.
Do 1954 roku siedziba gminy Myślice, następnie była siedzibą gromady Myślice do 1972 r. W latach 1975–1998 miejscowość administracyjnie należała do województwa elbląskiego. W roku 1973 wieś należała do powiatu morąskiego (województwo olsztyńskie), gmina Stary Dzierzgoń, poczta Myślice.
W latach 1945–1946 miejscowość nosiła nazwę Mieszwałd.
Miejscowość jest siedzibą parafii rzymskokatolickiej pod wezwaniem Wniebowzięcia Najświętszej Maryi Panny, należącej do dekanatu Dzierzgoń, diecezji elbląskiej.

## Historia wsi
Nazwa wsi wywodzi się od imienia Prusa Meysola. Na południe od wsi istniało pruskie grodzisko z okresu rzymskiego lub z okresu wczesnego średniowiecza. 
Wieś lokowana na prawie chełmińskim w 1316 r., przez komtura dzierzgońskiego Luthera z Brunszwiku, który nadał Piotrowi z pobliskiego Latkowa 56 włók, celem założenia wsi Meysilswalt. Osadnicy otrzymali 6 lat wolnizny, po których mieli płacić daninę w wysokości grzywny od włóki rocznie. Wspomniany Piotr z Latkowa jako zasadźca i sołtys otrzymał oprócz dziesiątej części z włók przeznaczonych dla wsi, także prawo prowadzenia karczmy oraz dwóch sklepów z chlebem i mięsem. Dla przyszłego kościoła przeznaczono dwie włóki (na utrzymanie plebana). Kościół zbudowano jeszcze w okresie państwa zakonnego. W XVII i XVIII w. odbywały się polskie nabożeństwa.
Około roku 1400 we wsi istniał młyn wodny i kuźnia hutnicza (ale należały do wójtostwa w Przezmarku). Hutę po wyczerpaniu surowców zlikwidowano na początku XVI w. 
W księgach starostwa w Przezmarku w 1601 r. z Myślic wymieniani są m.in. mieszkańcy: Piotr Mazgaj, Balcer Gruba, Balcer Łajda. W roku 1782 we wsi było 32 "dymy" (domy, gospodarstwa domowe), w 1818 było już 49 dymów i 330 mieszkańców, w 1858 72 gospodarstwa domowe z 667 mieszkańcami. W 1939 r. wieś liczyła 194 gospodarstwa domowe z 735 mieszkańcami. Z rolnictwa lub leśnictwa utrzymywało się 389 osoby, z pracy w przemyśle lub rzemiośle – 87, z pracy w handlu lub komunikacji – 137. W tym czasie było tu 13 gospodarstw rolnych o powierzchni w przedziale 0,5-5ha, jedno o areale w granicach 5-10 ha, 10 o powierzchni 10-20 ha, 13 o areale 20-100 ha i dwa z powierzchnią powyżej 100 ha.
Szkoła powstała przy plebanii już w XVI w. W 1939 r. była to szkoła trzyklasowa z dwoma nauczycielami, Uczyły się w niej dzieci z Myślic, dworu Ciśli i folwarku Ciślinki.

## Kolej w Myślicach
Stacja kolejowa Myślice posiadała status stacji węzłowej, krzyżowały się tu linie z Malborka przez Dzierzgoń do Małdyt, z Elbląga przez Kwietniewo, Miłomłyna przez Zalewo i Prabut przez Stary Dzierzgoń. Po wojnie odbudowano tylko linię Malbork – Małdyty, na której przewozy osobowe zawieszono w 1999 roku, obecnie linia jest zlikwidowana.

## Zabytki
Według rejestru zabytków NID na listę zabytków wpisane są:
- kościół pw. Wniebowzięcia NMP z pocz. XIV, XV-XIX, nr rej.: A-1543 z 19.08.1968 i z 5.06.1995
- cmentarz, nr rej.: j.w.
- ogrodzenie, nr rej.: j.w.

Gotycki kościół pw. Wniebowzięcia Najświętszej Marii Panny wzniesiony został w XIV wieku na miejscu pruskiego grodziska, z wieżą dobudowaną w 1905; obok cmentarz przykościelny i plebania z XIX wieku.